# World Travel Awards

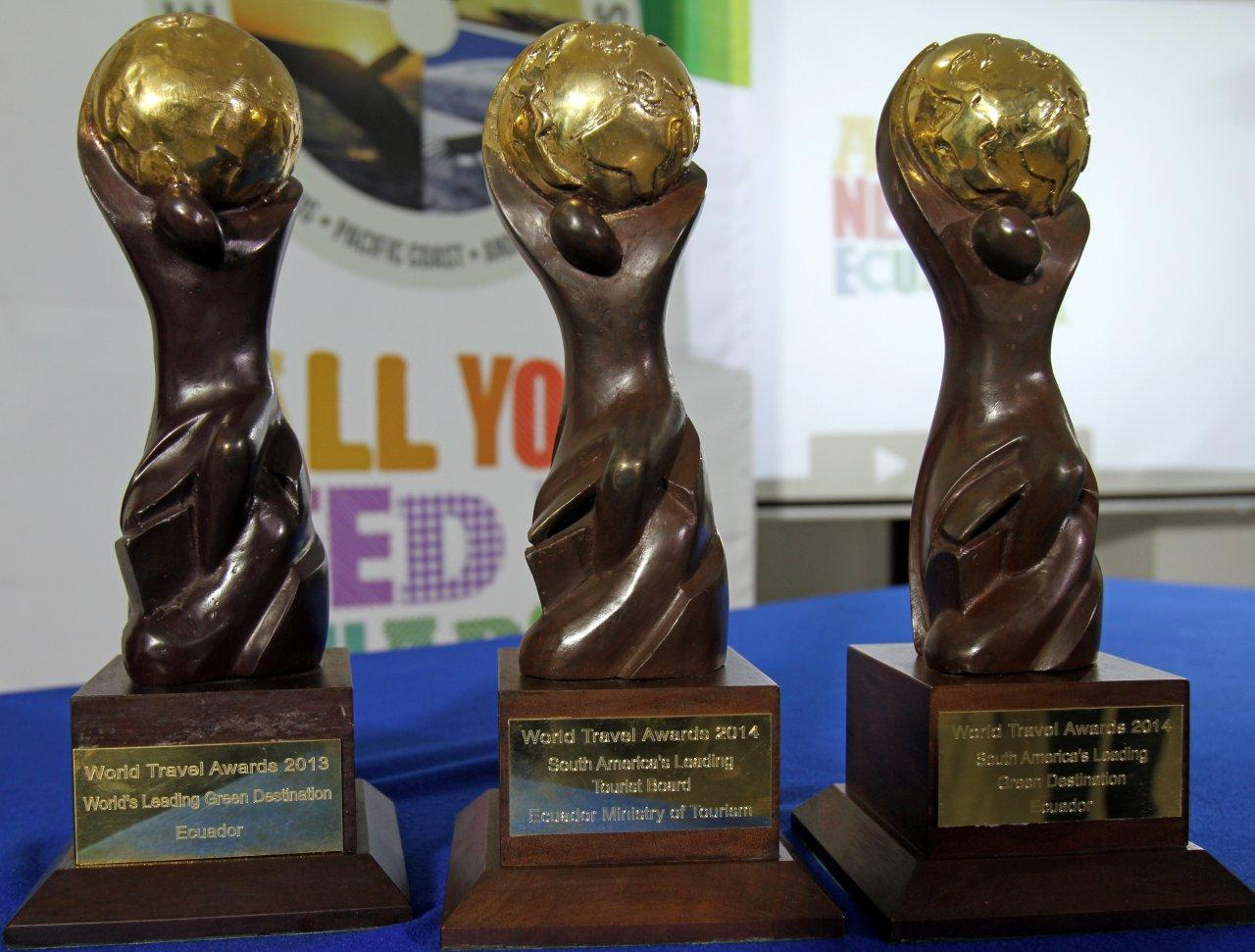
Verliehene World Travel Awards bei einer WTA-Gala 2014 in Ecuador

Die World Travel Awards (WTA) wurden 1993 gegründet und werden jährlich als Auszeichnung von dem in London Mayfair ansässigen Medienhaus World Travel Awards Ltd. verliehen, um herausragende Leistungen in allen Schlüsselsektoren der Reise-, Tourismus- und Gastgewerbebranche weltweit zu würdigen. An den Nominierungen beteiligen sich jeweils mehrere tausend Fachleute der Tourismuswirtschaft aus allen Kontinenten, die in Agenturen, Hotels, bei Airlines, Tourismuszentralen und anderen touristischen Institutionen tätig sind.
Die Abstimmungen und Auszeichnungen werden danach von einer internationalen Jury aus Tourismusexperten und Fachkollegen vergeben. Die Auszeichnungen werden sowohl auf globaler Ebene als auch auf der Ebene von zehn internationalen Großregionen in einer großen Vielzahl von Kategorien vergeben, darunter Hotels und andere Unterkünfte, Touristenattraktionen, Fluggesellschaften, Reisebüros, Kreuzfahrtlinien, Safari-Unternehmen, Reiseveranstalter, Festival- und Veranstaltungsziele, Wildreservate, Nationalparks, verantwortungsvoller Tourismus (Ökotourismus) und vieles mehr. Die Auszeichnungen werden des Öfteren auch als die „Oscars der Reisebranche“ bezeichnet.